# Bernardo de Monteagudo (obispo)
Bernardo de Monteagudo y Ahonés ( ? - 8 de marzo de 1239) fue un obispo de Zaragoza (1236-1239).

## Biografía
Era canónigo de la catedral del Salvador de Zaragoza. El 1233 participó en el sitio de Burriana, como parte del primer contingente que marchó desde Teruel.
Fue elegido obispo de Zaragoza en 1236 y pronto aparece como consejero del rey Jaime I de Aragón.
 Acompañó a este en la campaña de Valencia y aparece junto a otros mandatarios del reino en la rendición de la ciudad y en las concesiones de los primeros privilegios reales a esta. También aparece mencionado junto a su hermano en la posterior repoblación del nuevo reino de Valencia.
Eclesiásticamente consagró en su diócesis la iglesia del monasterio de Rueda en 1238. Fue también bajo su pontificado que se documentaron los corporales de Daroca.